# ルドヴィック・リンジー (第16代クロフォード伯爵)
第16代クロフォード伯爵ルドヴィック・リンジー（英語: Ludovic Lindsay, 16th Earl of Crawford、1600年 - 1652年11月7日頃）は、清教徒革命（イングランド内戦・スコットランド内戦）期のスコットランド貴族。「王党派伯爵」（The loyal Earl）と呼ばれた。

## 生涯
第13代クロフォード伯爵ヘンリー・チャータリスと2人目の妻マーガレット・ショー（Margaret Shaw、1644年10月2日以降没、サー・ジェイムズ・ショーの娘）の息子として、1600年に生まれた。父は1584年に姓をリンジーからチャータリスに改めたが、アレグザンダーはリンジー姓を名乗った。1639年に兄アレグザンダーが死去すると、クロフォード伯爵位を継承した。
青年期にスペインで従軍して、大佐まで昇進した。1640年、歩兵3千人を招集してスペイン軍に編入した。同年までにイングランド・スコットランド・アイルランド国王チャールズ1世を支持するために帰国した。1641年、第5代モントローズ伯爵ジェイムズ・グラハムが初代アーガイル侯爵アーチボルド・キャンベルの誘拐を目論んだ陰謀事件ザ・インシデントにモントローズ側で関与したことを疑われ、10月12日に議会からの特別命令で軟禁されたが、クロフォード伯爵は知っていることを全て供述したと表明したのち26日に暫定で釈放され、後に再度の取り調べを経て11月13日に正式に釈放された。この早期釈放について、親族の初代リンジー伯爵ジョン・リンジーからの影響力によるものとする文献と、その説に証拠がないとする文献が存在する。
1642年1月15日、クロフォード伯爵はウィンザー城で爵位を国王に返上して再叙爵された。この再叙爵において、爵位継承権の規定が変更され、第16代クロフォード伯爵の直系の男系男子が断絶した場合は初代リンジー伯爵ジョン・リンジーおよびその直系の男系男子が継承、それも断絶した場合は第16代クロフォード伯爵の傍系の男系男子が継承すると定められた。これにより、クロフォード伯爵位の推定相続人が第2代スピニー卿アレグザンダー・リンジー（第10代クロフォード伯爵デイヴィッド・リンジーの孫）から初代リンジー伯爵ジョン・リンジーに変更された。この変更についても、先述の早期釈放の条件とする文献と、その説に証拠がないとする文献が存在する。
1642年8月25日にチャールズ1世がノッティンガムで挙兵したとき（第一次イングランド内戦の始まり）、クロフォード伯爵はチャールズ1世のもとに馳せた人物の1人であり、志願兵の指揮官に任命された。同年10月23日のエッジヒルの戦いでは最後まで戦場に残った連隊だった。その後、サー・ウィリアム・ウォラー率いる議会軍としばしば交戦したが、チチェスターに自身の連隊の大半を守備隊として残したため、同年12月のチチェスター包囲戦（国王軍が降伏）で連隊の大半を失った。翌年7月のランズダウンの戦いでウォラーを敗走させて雪辱を果たし、9月20日の第一次ニューベリーの戦いにも参戦した。25日にプールの占領を試みたが、守備隊の罠にはまって自軍の半分以上を失った。その後、アランデル城の包囲戦に参戦して勝利したものの、アルトンの戦いではウォラーの奇襲を受け、自軍の大半を捕虜にされた。
1644年4月にチャールズ1世が北進すると、クロフォード伯爵やモントローズ伯爵などスコットランドの王党派がチャールズ1世に同伴したが、イングランド・スコットランド国境近くのアンナンでイングランド側の軍勢に置き去りにされた。これにより、スコットランドの王党派はダンフリーズを占領したのちカーライルに撤退した。これに対し、スコットランド教会総会（1643年の厳粛な同盟と契約で議会派と同盟を締結）はクロフォード伯爵とモントローズ伯爵の破門を決議した。クロフォード伯爵はイングランドの王党派に合流して、7月2日のマーストン・ムーアの戦いでは中将として参戦するが大敗、22日に大逆罪で有罪とされ、25日にはスコットランド王国議会により爵位の没収が宣告された。その代わり、熱心なカヴェナンターだったリンジー伯爵にクロフォード伯爵の爵位が与えられた。ただし、これをスコットランド王国議会の越権行為であるとする見解もある。
マーストン・ムーアの戦いで大敗した後、クロフォード伯爵らスコットランドの士官はニューカッスル・アポン・タインに逃げ込んだが、ニューカッスル包囲戦の末10月19日に初代リーヴェン伯爵アレクサンダー・レズリー率いる包囲軍が勝利、クロフォード伯爵は捕虜にされエディンバラに連行された。そこで（特に今や第17代クロフォード伯爵になった初代リンジー伯爵の働きかけにより）死刑判決が下され、さらにスコットランド教会総会が議会に使者を送り、第16代クロフォード伯爵の早期処刑を求めたが、議会は延期を決定した。そして、1645年8月15日にモントローズ侯爵（1644年に第5代モントローズ伯爵が昇叙）がキルシスの戦いで大勝すると、クロフォード伯爵は直後にモントローズに救出された。クロフォード伯爵は9月13日のフィリップホフの戦い（モントローズ侯爵が敗北）に参戦して、戦場からの撤退でモントローズとはぐれた。2人は一旦ピーブルズ近くの要塞で合流したが、そこで再び二手に分かれ、モントローズが歩兵を率いてハイランド地方に撤退、クロフォード伯爵が騎兵を率いてキンカーディンシャーに撤退した。その後、2人はハイランド地方で再び合流、クロフォード伯爵はいくつかの小競り合いで戦功を挙げた。
1646年春にバカンを襲撃してフレイザーバラを焼き討ちにしたが、チャールズ1世がニューアークでスコットランドに降伏すると、モントローズ侯爵は7月31日に自軍を解散した。また、モントローズとジョン・ミドルトンの交渉により、モントローズとクロフォードは処刑ではなく海外追放とされ、クロフォードはアイルランド王国に向かった。その後、クロフォードは15日にキンタイアでチャールズ1世宛てに手紙を書き、パリへの道中にあり引き続きチャールズ1世の臣下であることを述べた。そして、10月13日にパリに到着すると、王妃ヘンリエッタ・マリアに自分の意見を述べたが、冷淡にあしらわれたためスペインに向かい、アイルランド人連隊の指揮官になった。1651年にスペインを離れてフランスに戻り、フランス北部のサン・マロで船数隻を率いて出港、いくつかの船の拿捕に成功した。同年にフランスに戻り、フロンドの乱の渦中にあるパリでジャン・フランソワ・ポール・ド・ゴンディとともにノートルダム大聖堂を守備した。
死亡時期については「1652年11月7日頃にデン・ハーグでマラリアにより死亡した」（『完全貴族名鑑』）「1652年にフランスで死亡したとされ、1653年時点で故人であることは確実」（英国人名事典、ブリタニカ百科事典）の説がある。

## 家族
1643年10月5日までにマーガレット・グラハム（Margaret Graham、1649年12月4日以降没、第7代メンティース伯爵ウィリアム・グラハムの娘）と結婚したが、2人の間に子供はいなかった。